# فاطمة القرني
فاطمة بنت محمد بن محسن القرني هي أكاديمية سعودي وعضو في مجلس الشورى السعودي منذ أن تم تعيينها بأمر ملكي في 3 ربيع الأول، 1438هـ الموافق لـ2 ديسمبر 2016م. ولدت فاطمة القرني في محافظة بلقرن، بمنطقة عسير، جنوب المملكة العربية السعودية. حضرت فاطمة عدداً من الدورات ذات الصلة بتطوير الأداء في المجالين التربوي والأكاديمي. كما حازت على عدد من الجوائز التقديرية الميزة على المستويين: الأكاديمي والأدبي. وهي حاصلة على جائزة تبوك للتفوق العلمي لحملة البكالوريوس لعام 1408/1409هـ وتم اختيارها وتكريمها في دبي ضمن قائمة مجلة فوربس Forbes  لأقوى 200 امرأة عربية تأثيراً لعام 2014م. حيث ضمت القائمة سبعاً وعشرين سيدة سعودية كان ترتيبها الرابعة من بينهن.

## الحياة التعليمية
- دكتوراه: تخصص (الأدب العربي الحديث)، كلية التربية، الرياض، 1420هـ.
- ماجستير: تخصص (الأدب العربي القديم)، كلية التربية، الرياض، 1413هـ.
- بكالوريوس: تخصص (اللغة العربية وآدابها) – كلية التربية، تبوك، 1408/1409هـ.

## الحياة المهنية
تنقلت فاطمة مع أسرتها بين عدد من مدن السعودية كالطائف والدمام والرياض خلال سنوات طفولتها الأولى إلى أن استقر بها الحال للإقامة في مدينة تبوك ولمدة طويلة حتى انهت مرحلة البكالوريوس. بعدها تابعت دراستها العليا في الرياض والتي أنتقلت لها مؤخرا حيث تعمل حاليا بجامعة الأميرة نورة بنت عبد الرحمن. حاصلة على درجة الماجستير بأمتياز في تخصص «الأدب والنقد العربي القديم» وكذلك حاصلة على درجة الدكتوراه بأمتياز في تخصص «الأدب والنقد العربي الحديث».
بدأت الكتابة في سن صغيرة وبالتحديد في المرحلة الابتدائية، حيث بدأت نشر ما تكتب عام 1985م باسم مستعار هو «وفاء السعودية» وأستمر ذلك حتى عام 1990 م إذ تخلت عن الاسم المستعار ونشرت مختلف كتاباتها باسمها الصريح. تكتب الشعر بنوعيه العمودي والتفعيلي وتكتب المقالة بأنواعها المختلفة، تحرر منذ عام 1990م وحتى الآن زاويتها الخاصة والتي تحمل عنوان (إذا قلت مابي !) بمجلة اليمامة السعودية. نشر لها الكثير من القصائد والمقالات في مطبوعات محلية وعربية عديدة وترجم نتاجها إلى اللغتين الإنجليزية والألمانية. سجلت لها مشاركات في اجتماعات مجلس الشورى السعودي ولقاءات الحوار الوطني بألإضافة للكثير من المواسم والملتقيات الأدبية والاعلامية، كان أخرها مشاركتها مع بعض الأساتذة في ندوة عن الكتاب الجامعي أقيمت في معرض الرياض الدولي للكتاب لعام 2009. والجدير بالذكر أن الشاعرة فاطمة القرني حصلت على جوائز تقديرية مميزة في المجالين الأكاديمي والأدبي لغزارة أبداعاتها الأدبية وكتاباتها المتنوعة.
وصفت الدكتورة شريفة الشملان قصيدة الشاعرة فاطمة القرني بغداد في مقالتها التي نشرت في جريدة الرياض يوم 13 يناير لسنة 2008 وصفا مؤثرا. تقول الشملان «ما أن قرأت بغداد فاطمة، إلا عاد يتفتق بي ألف جرح وجرح، حرقتني الرصافة والكرخ، وهاجت بي الأعظمية والكاظمية، مكتبة جامعة بغداد، وكلية الأداب وقاعاتها، وكوكبة الأدب والتاريخ، يبحرون بنا عبر الأزمنة، والدروس العلمية في الصحافة، ورائحة الصحف بالأمكنة العتيقة». تكمل الشملان «تعود بي فاطمة لبغداد المتاحف والزوارق ونهر دجلة والأنوار تشع عليه ليلا وتتكسر على سطحه عند الغروب بموجات قوس قزحية، أقرأ القصيدة بصوت عال، وكأنني أستحضر كل حواسي معها».
تتضمن القائمة التالية أبرز المناصب التي تولتها فاطمة القرني:
- عضو مجلس الشورى اعتباراً من 3/3/1434هـ.[2]
- تولت منصب وكيلة كلية التربية في تبوك للأقسام الأدبية عام 1415/1417هـ.[2]
- ترأست النشاط العام بكلية التربية في تبوك لعدة سنوات.
- أستاذ مساعد في تخصص الأدب العربي الحديث بكلية التربية / الأقسام الأدبية في تبوك عام 1420هـ، ثم في كلية الآداب بجامعة الأميرة نورة بنت عبد الرحمن في الرياض التي انتقلت إليها منذ عام 1426هـ، وفي سبيلها للترقية لدرجة أستاذ مشارك.

## عضويات المجالس واللجان
- عضو الجمعية العمومية لمؤسسة اليمامة الصحفية.[2]
- عضو هيئة تحرير سلسلة (رسائل في الحوار) الصادرة عن مركز الملك عبد العزيز للحوار الوطني.[2]
- عضو اللجنة العليا للتوعية والتثقيف الجامعي بجامعة الأميرة نورة بنت عبد الرحمن.
- عضو في العديد من اللجان الأكاديمية في قسم اللغة العربية بجامعة الأميرة نورة.
- عضو سابق في كل من: جمعية الملك خالد الخيرية في تبوك، جمعية رعاية المعاقين في الرياض، اللجنة الثقافية الاستشارية لمهرجان الجنادرية.

## المؤلفات والبحوث
- تكتب الشعر بِنَوعَيْه: العمودي والتفعيلي، وتكتب المقالة بأنواعها المختلفة.[2]
- تحرر منذ عام 1411هـ/1990م وحتى الآن زاويتها الخاصة: (إذا قلت مـا بـي !) بمجلة «اليمامة».
- تحرر زاوية (مشارف) بمجلة (الحوار) الصادرة عن مركز الملك عبد العزيز للحوار الوطني.
- نُشر لها الكثير من القصائد والمقالات في مطبوعات محلية وعربية عديدة، وتُرجم بعض نتاجها إلى الإنجليزية والألمانية.
- شاركت في تحكيم الكثير من المسابقات الأدبية والمنجزات الإبداعية والبحوث المتخصصة.
- شاركت في عدد من اجتماعات مجلس الشورى قبل تمتعها بعضويته، وفي لقاءات وندوات بمركز الملك عبد العزيز للحوار الوطني، وفي الكثير من المواسم والملتقيات الأدبية والإعلامية.
- صدر لها في النقد: كتاب (الشعر العراقي في المنفى.. السماوي نموذجاً).
- لها عدد من البحوث المنشورة والمقبولة للنشر في مجال تخصصها.
- ولها قيد الصدور: عدد من الكتب النثرية المعنية بالشأن الاجتماعي والإنساني، وأخرى متخصصة في مجال النقد الأدبي، وثلاثة دواوين شعرية.

## الأعمال الأدبية
- هذا السبيل.... وما إليك السبيل
- أملت حتى ملني التأميل
- غنيت لم أطرب... صمت فلم أثر
- عجبا... وما افتقد الخليل خليل!
- الله يا (السلام) أكلما
- صحت السلام... دهى رحابك غول!؟
- ساد الردى... فتسيد الحلم الردى
- يهديه من ذاكي الجراح فتيل
- أغفو فتسري إليك مشوقة
- روح قصارى جهدها التخييل
- وتضج بالنصر المبين مآذن
- يعلو بها التكبير والتهليل

### الدواوين الشعرية
1. عندما غنى الجنوب
2. احتفال
3. مـطـر
4. أنا... أم غيابي

### نصوص نثرية
1. يغنون.. لكن
2. إذا قلت مابي!

## وصلات خارجية
- موقع مجلس الشورى السعودي الرسمي.
- معرض صور مجلس الشورى السعودي[وصلة مكسورة].